# Grupa estrowa
Grupa estrowa – dwuwartościowa grupa funkcyjna występująca w estrach, czyli związkach organicznych powstałych w wyniku reakcji kwasów karboksylowych i alkoholi.
- R1 - alkil pochodzący od kwasu karboksylowego po oderwaniu grupy karboksylowej.
- R2 - alkil pochodzący od alkoholu po oderwaniu od niego grupy hydroksylowej.

W jednym estrze może być odpowiednio kilka grup estrowych, jeżeli alkohol posiadał tyle grup hydroksylowych. W tłuszczach najczęściej występują trzy grupy estrowe.